# 케이크 보스
《케이크 보스》(영어: Cake Boss)는 2009년부터 현재까지 방영된 미국의 리얼리티 텔레비전 프로그램이다.